# 92nd Infantry Division
La 92nd Infantry Division (92ª Divisione di fanteria) nota anche come Buffalo Soldier Division, fu una divisione di fanteria dell'esercito degli Stati Uniti, formata inizialmente solo da soldati afroamericani, che partecipò alla Prima, alla seconda guerra mondiale e alla Guerra in Corea. I soldati della 92ª assunsero il soprannome di "Buffalo Soldier" che i nativi americani avevano conferito loro durante le guerre indiane quando si trovarono di fronte al 10º Reggimento di cavalleria, formato esclusivamente da soldati afroamericani.

## Storia

### La prima guerra mondiale
La divisione fu attivata per la prima volta nell'ottobre 1917 a Camp Fuston in Kansas sotto il comando del maggior generale Charles C. Ballou (1863-1928) per partecipare alla prima guerra mondiale insieme all'American Expeditionary Forces, con soldati afroamericani di tutti gli stati.  Nel 1918, prima di partire per la Francia, il bufalo americano fu selezionato come insegna di divisione.  Il soprannome divisionale, "Buffalo Soldiers", fu ereditato dal 366º Reggimento Fanteria, una delle prime unità organizzate nella divisione.
La divisione fu complessivamente organizzata su due brigate di fanteria, la 183° e la 184° e una brigata di artiglieria, la 167° insieme ad un numero di unità minori comprendenti alcuni battaglioni MG, un Reggimento del Genio, uno Medico e la polizia militare.

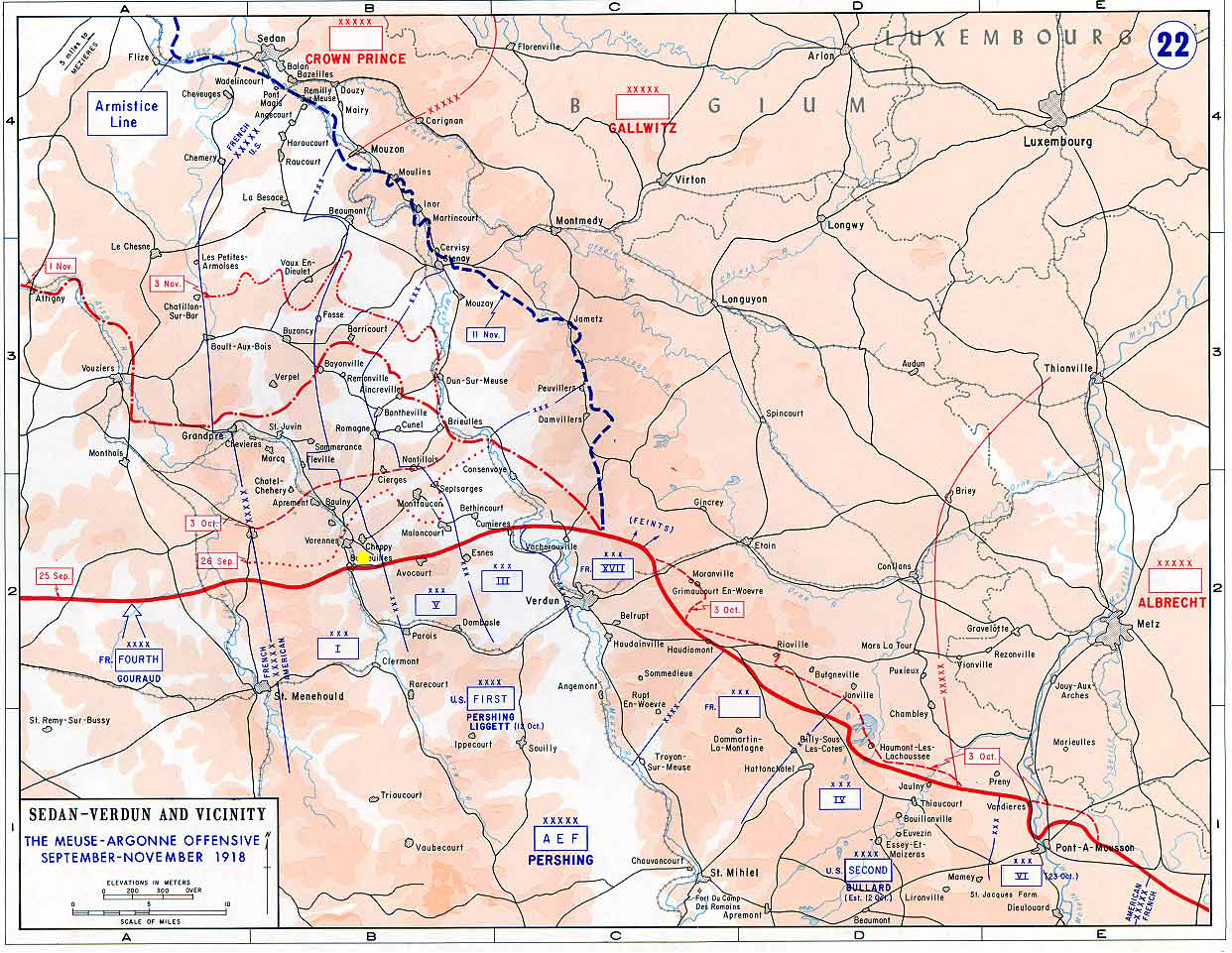
Situazione del fronte prima dell'offensiva della Mosa nel settembre del 1918.

Arrivata oltremare il 18 luglio del 1918 la Divisione prese parte, nel novembre dello stesso anno, all'Offensiva della Mosa-Argonne inquadrata all'interno del XVII Corpo d'armata francese assieme alla 93ª Divisione di Fanteria americana, anch'essa composta in parte da personale di colore.
Tornata dalla Francia negli Stati Uniti nel febbraio 1919 venne disattivata a Fort Meade in Maryland.
Ordine di battaglia (1917–1919)
- Comando, 92ª Divisione
- 183ª Brigata di Fanteria
  - 365º Reggimento Fanteria
  - 366º Reggimento Fanteria
  - 350º Battaglione MG
- 184ª Brigata di Fanteria
  - 367º Reggimento Fanteria
  - 368º Reggimento Fanteria
  - 351º Battaglione MG
- 167ª Brigata di Artiglieria
  - 349º Reggimento di Artiglieria
  - 350º Reggimento di Artiglieria
  - 351º Reggimento di Artiglieria
  - 317ª Batteria mortai da trincea
- 349º Battaglione MG
- 317º Reggimento Genio
- 317º Reggimento medico
- 317º Battaglione Trasmissioni
- Comando truppa 92ª Divisione
- 317º Comando Ferroviario e Polizia Militare
- 365°, 366°, 367°, and 36° Compagnie Ambulanza e Ospedale da Campo

### La seconda guerra mondiale

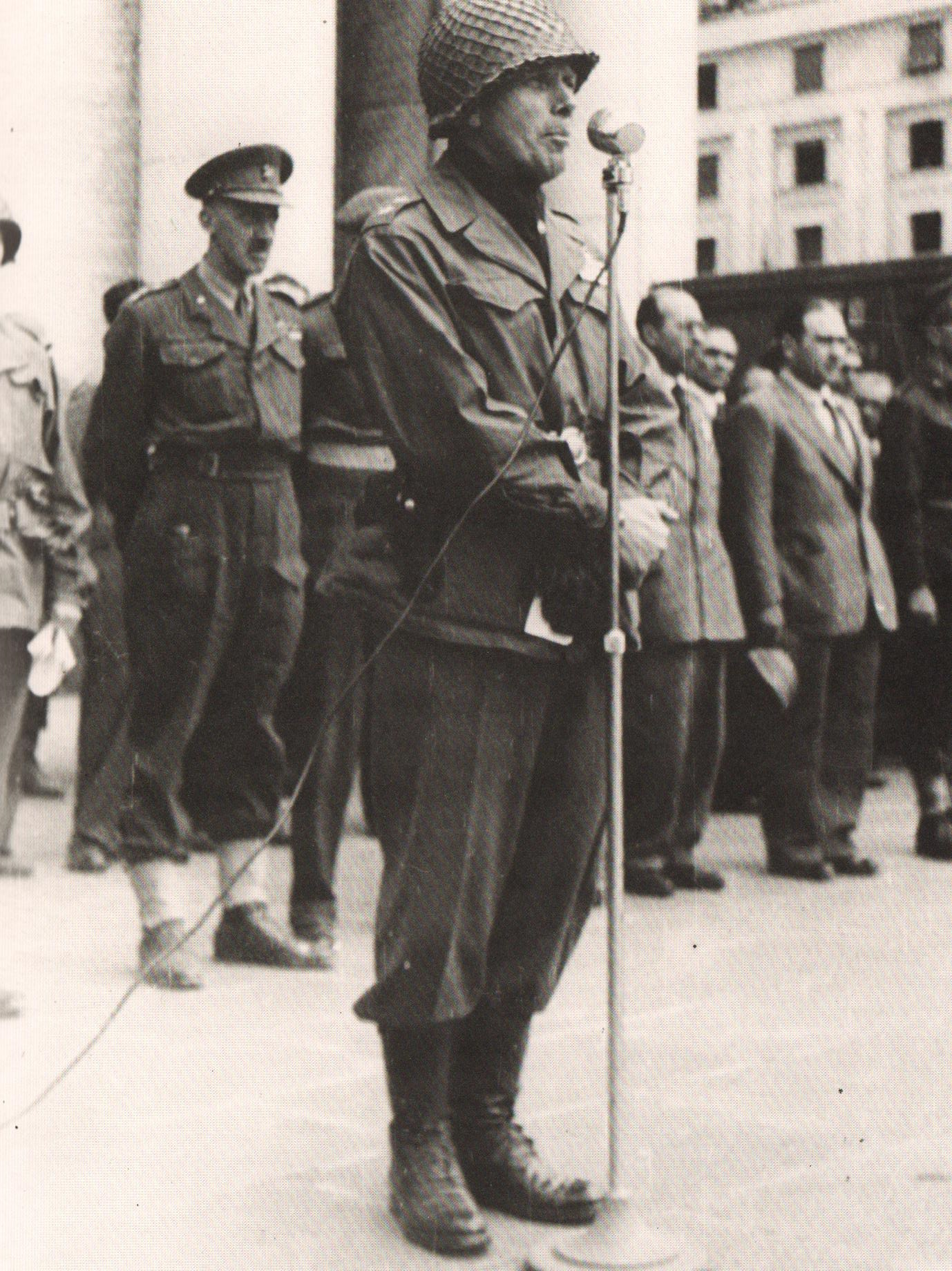
Il Generale Almond, comandante della 92ª Divisione Buffalo a Genova durante la parata per la Vittoria. Maggio 1945

Il 15 ottobre 1942, la 92ª Divisione fu riattivata, sempre come unità segregata, in seguito alla mobilitazione che seguì l'entrata in guerra degli Stati Uniti, venendo organizzata prima a Fort McClellan in Alabama e poi a Fort Huachuca in Arizona. Nell'autunno del 1944 la Divisione venne inviata in Italia al comando del Generale Almond dove prese parte agli scontri sulla Linea Gotica occidentale subendo la Wintergewitter, l'offensiva di Natale delle truppe della Wehrmacht e dell'Esercito Nazionale Repubblicano sul fronte della Garfagnana.
L'8 febbraio 1945 la Divisione lanciò l'operazione Fourth Term, un attacco coordinato con il XII Tactical Air Command dell'Usaaf e l'US Navy, volto a impadronirsi del massiccio di Strettoia che domina la pianura sottostante e il Canale del Cinquale. Per l’operazione fu approntata una task force denominata “Task Force 1” sotto il comando del Tenente colonnello Edward Rowney, composta dal 3º Battaglione del 366º Reggimento di Fanteria, dal 760° Tank Battalion, dall’84° Chemical Mortar Battalion, dalla compagnia B del 317° Engineering Battalion e dal 27° Field Artillery Battalion. Tuttavia, l'aviazione faticò ad agire a causa delle condizioni meteorologiche e il fuoco delle batterie navali italiane risultò decisivo per il fallimento dell'operazione.
Prima dell'offensiva di aprile, la Divisione subì un generale riassestamento: il 371º Reggimento di fanteria fu spostato sotto il controllo del IV Corps nella Valle del Serchio mentre il 366º Reggimento fu sciolto e i membri aggregati ad altre unità, così come accadde per il 365°.
Alla Divisione vennero dunque aggregati due Combat Team Reggimentali: il 442°, composto da soldati nippo-americani, e il 473°, costituito il 14 gennaio del 1945 con personale proveniente da alcuni battaglioni di artiglieria antiaerea.
Dai primi giorni di aprile del 1945 fu impegnata nei combattimenti per lo sfondamento del fronte in Versilia.
Nel corso della mattinata del 27 aprile 1945, la Divisione entrò a Genova e il Generale Almond incontrò il sindaco Vannuccio Faralli verso le 13:00, presso l'Hotel Bristol di via XX Settembre, divenuto allora sede del Comitato di liberazione nazionale ligure. Nell'occasione fece conoscenza con i principali esponenti della Resistenza Genovese.
La Divisione venne disattivata il 15 ottobre 1945 dopo il rientro negli Stati Uniti.

### La guerra di Corea
A seguito dello scoppio della guerra di Corea essa venne riattivata, stavolta come unità desegregata, e venne organizzata sempre a Fort McClellan. A seguito alla fine della guerra fu disattivata definitivamente il 29 giugno 1953.

## Filmografia
- Miracle at St. Anna (Miracolo a Sant'Anna), 2008, Spike Lee
- Inside Buffalo, 2010, Fred Kudjo Kuwornu